# Баранов, Александр Юрьевич
Александр Юрьевич Баранов (1953—1998) — капитан дальнего плавания (1987), кандидат технических наук (1982), доцент кафедры судовождения Ленинградского высшего инженерного морского училища имени адмирала С. О. Макарова (1987—1995, с 1990 — Государственная морская академия), начальник Судоводительского факультета Государственной морской академии (1995—1998). Старший инструктор Морского учебно-тренажерного центра (1995—1998), активный участник его деятельности, способствовавший его интенсивному развитию.
Автор более 50 научных работ, учебных и практических пособий для специалистов морской отрасли. Участник разработок российских и переработок советских нормативных документов в области безопасности морского судовождения. Участник переработки Международной конвенции о подготовке и дипломировании моряков и несении вахты, обеспечения подтверждения её имплементации в России. Участник создания Международного кодекса безопасной эксплуатации судов и его имплементации в России.
Участник делегаций РФ в Международной морской организации. Председатель Комитета по безопасности на море Международной морской организации (1998). Внёс неоценимый вклад в международное признание электронных картографических систем и векторных электронных карт на морских судах. Один из крупнейших российских экспертов в области электронной картографии, внедрения современных систем навигации и дипломирования моряков. Почётный работник морского флота.

## Биография
Родился в 1953 году в семье Юрия Константиновича и Зои Ивановны Барановых.
В 1976 году с отличием закончил Ленинградское высшее инженерное морское училище имени адмирала С. О. Макарова (судоводительский факультет). В том же году начинал работать на учебно-производственном судне того же училища «Профессор Ухов» четвёртым помощником капитана. Затем поступил учиться в аспирантуру.
В 1978 году окончил обучение в аспирантуре. В 1982 году защитил кандидатскую диссертацию по теоретическим основам спутниковой навигации, получил учёную степень кандидат технических наук. Научным руководителем являлся доктор технических наук, профессор В. П. Кожухов.
Занимался преподаванием на кафедре судовождения родного училища на должности ассистента. Параллельно руководил практикой курсантов, занимая должность помощника капитана в составе экипажей учебно-производственных судов училища. В 1987 году получил диплом капитана дальнего плавания. В том же 1987 году занял должность доцента кафедры судовождения. В 1990 году училище было переименовано в Государственную морскую академию имени адмирала С. О. Макарова. В 1995 году стал начальником Судоводительского факультета академии. Почетный работник морского флота.
С 1995 по 1998 годы принимал активное участие в деятельности Морского учебно-тренажёрного центра, был в нём старшим инструктором, способствовал его интенсивному развитию. По его инициативе были внедрены первый в России курс «Подготовка по использованию электронных картографических навигационных информационных систем», и первый в России тренажёра интегрированного навигационного мостика с системой дневной визуализации, благодаря чему добавились программы подготовки «Маневрирование и управление судном» и «Организация ходовой навигационной вахты».
Работу на кафедре судовождения совмещал с активным участием в международной деятельности по развитию морского образования. В 1989—1991 годах осуществлял руководство практикой студентов Бременской высшей
морской школы (ФРГ), в 1991—1992 годах по приглашению читал авторские лекции по навигации в Академии торгового флота США в Кингс-Пойнте (США) и в Саутгемптонском институте высшего образования (Великобритания).
Являлся членом делегации Российской Федерации в Международной морской организации (в Комитете по безопасности на море, Комитете по упрощению формальностей, Подкомитете по подготовке и дипломированию моряков и несению вахты, Подкомитете по навигации). В 1998 году был избран Председателем Комитета по безопасности на море Международной морской организации. Продвигал авторитет России в Международной морской организации.
Является автором научных и методических работ в области организации морского образования, комплексного использования навигационной информации, управления безопасной эксплуатацией судов, организации навигационной вахты, навигационного применения спутниковых навигационных систем, в том числе более 50 научных трудов, учебных и практических пособий для специалистов морской отрасли по спутниковой навигации, организации навигационной вахты и безопасности мореплавания.
Участвовал в глубокой переработке нескольких основных документов Министерства морского флота СССР по безопасности мореплавания: правил ведения судового журнала, руководства по действиям в аварийных ситуациях 1990 года, рекомендаций по организации штурманской службы 1989 года (под руководством А. С. Баскина). Участвовал в создании официального руководства Главного управления навигации и океанографии министерства обороны РФ «Практика кораблевождения» (раздел по спутниковой навигации).
В 1995 году принимал участие во всесторонней переработке Международной конвенции о подготовке и дипломировании моряков и несении вахты, принимал активное участие в подготовке документов о соответствии российской системы морского образования требованиям этой конвенции. В результате его работы Россия была включена в «белый список» стран, всесторонне и полностью имплементировавших требования указанной конвенции. По поручению Международной морской организации принимал участие в проверках на соответствие требованиям указанной конвенции ряда национальных морских администраций.
Участвовал в создании Международного кодекса безопасной эксплуатации судов и в его имплементации в Российской Федерации. Внёс неоценимый вклад в международное признание электронных картографических систем и векторных электронных карт на морских судах. Был одним из крупнейших российских экспертов в области электронной картографии, внедрения современных систем навигации и дипломирования моряков. Умер в 1998 году.

## Семья
- Отец — Юрий Константинович Баранов (1924—1996). Специалист по проблемам судовождения и навигации, автор ряда учебных пособий и книг, много лет проработал в Ленинградском высшем инженерном морском училище имени адмирала С. О. Макарова[3].
- Мать — Зоя Ивановна Баранова. Советский учёный, кандидат биологических наук, специалист по иглокожим. Заведующая отделением иглокожих, туникат и пантопод лаборатории морских исследований Зоологического института АН СССР[3].
- Сестра — Алёна Юрьевна Баранова. Архитектор[3].

## Память
16 сентября 2022 года в Морском учебно-тренажёрном центре, расположенном в корпусе Государственного университета морского и речного флота имени адмирала С. О. Макарова на Малой Охте, была открыта аудитория имени Александра Юрьевича Баранова.